# Required navigation performance

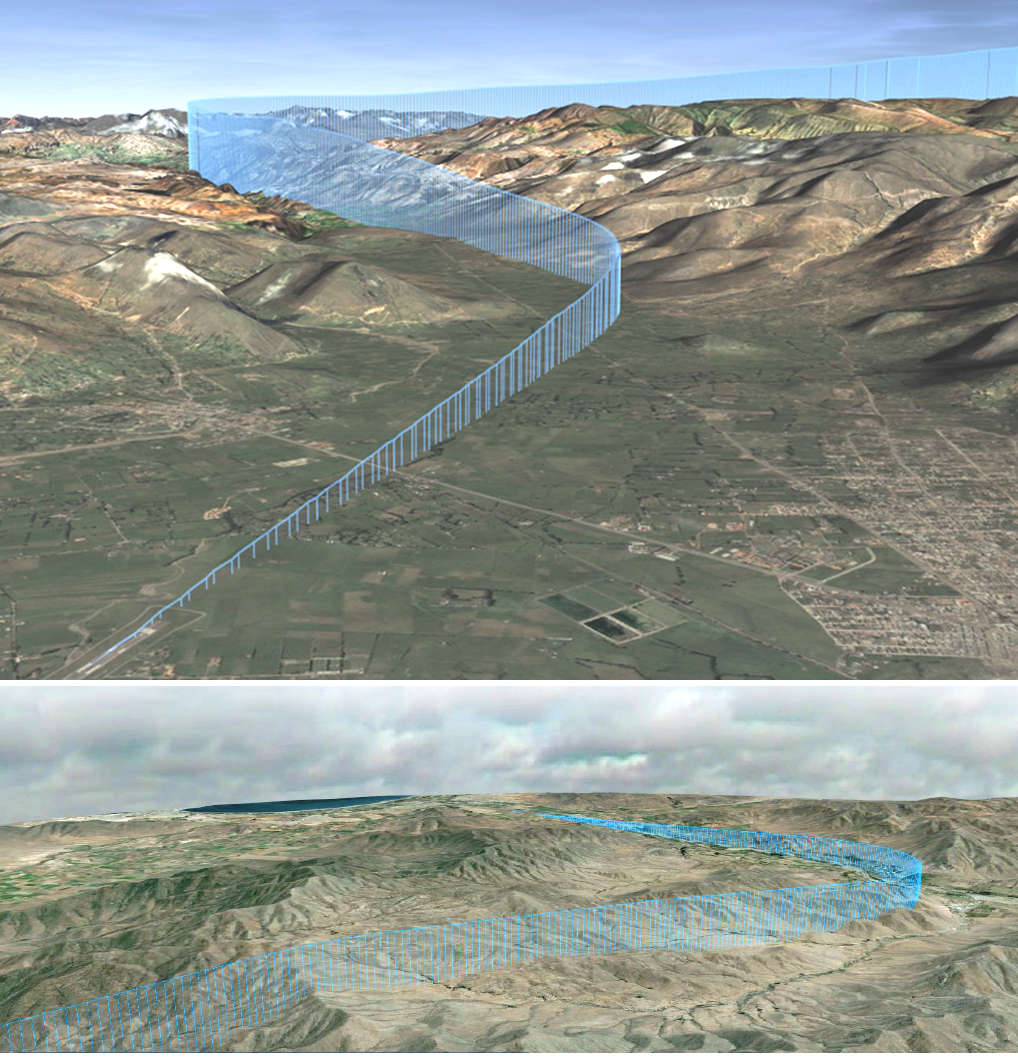
Aproximação RNP-AR 3D em Cajamarca, Peru (acima) e La Serena, Chile (abaixo), demonstrando os benefícios de uma navegação precisa lateral e vertical em aeroportos localizados em regiões montanhosas

Required navigation performance (RNP) é um tipo de Performance-Based Navigation (PBN) que permite uma aeronave voar uma trajetória específica entre dois pontos definidos tridimensionalmente no espaço. Os sistemas de RNAV e RNP são fundamentalmente similares. A diferença principal entre eles é o requerimento para alertar e monitorar o desempenho a bordo. Uma especificação de navegação que inclua um requerimento para alerta e monitoração de desempenho refere-se a uma especificação RNP. Caso não haja este requerimento, refere-se à uma especificação RNAV.
RNP também se refere ao nível de desempenho requerido para um procedimento específico, ou ainda uma parte específica do espaço aéreo. Um RNP de "10" significa que o sistema de navegação deve ser capaz de calcular sua posição em um círculo com raio de 10 milhas náuticas. Um RNP de 0.3 significa que os sistemas de navegação da aeronave têm de ser capaz de calcular sua posição em um círculo com raio de três décimos de uma milha náutica.
Um termo relacionado é o ANP, que significa "desempenho atual de navegação ("actual navigation performance"). ANP refere-se ao desempenho atual de um sistema de navegação, enquanto o "RNP" se refere à precisão requerida para um dado espaço aéreo ou procedimento por instrumentos específico.
Alguns espaços aéreos oceânicos tem um RNP de 4 ou 10. O nível de RNP que uma aeronave é capaz determina a separação requerida entre as aeronaves.
Aproximações RNP com valores atuais de até 0.1 permitem uma aeronave seguir trajetórias de voo curvas tridimensionais de maneira precisa, através de espaços aéreos congestionados, áreas sensíveis ao ruído ou por um relevo complicado.
Em 1996, a Alaska Airlines se tornou a primeira linha aérea do mundo a utilizar uma aproximação RNP, indo até o Gastineau Channel, Juneau, Alaska. O Comandante da Alaska Airlines, Steve Fulton e o Comandante Hal Anderson desenvolveram mais de 30 aproximações RNP para as operações da linha aérea. Em 2005, a Alaska Airlines se tornou a primeira a utilizar aproximações RNP no Aeroporto Nacional de Reagan para evitar tráfego. Em Abril de 2009, a Alaska Airlines se tornou a primeira a receber aprovação da FAA para validar suas próprias aproximações RNP. On 6 April 2010, Southwest Airlines converted to RNP.
Desde 2009, reguladores no Peru, Chile, e Equador desenvolveram mais de 25 procedimentos de aproximação RNP-AR, desenhados em conjunto com a LAN Airlines. Os benefícios incluem redução na emissão de gases e acessibilidade melhorada para aeroportos em regiões montanhosas. O uso de aproximações RNP-AR em Cuzco, próximo a Machu Picchu, reduziu os cancelamentos por tempo ruim em 60 por cento nos voos operados pela LAN.
Em Outubro de 2011 a Boeing, Lion Air, e o Diretório Geral Indonésio de Aviação Civil efetuaram voos de validação para testar procedimentos Required Navigation Performance Authorization Required (RNP AR) em dois aeroportos de difícil acesso, Ambon e Manado, Indonesia, sendo um uso pioneiro de precisão RNP no Sul da Ásia.

## Descrição

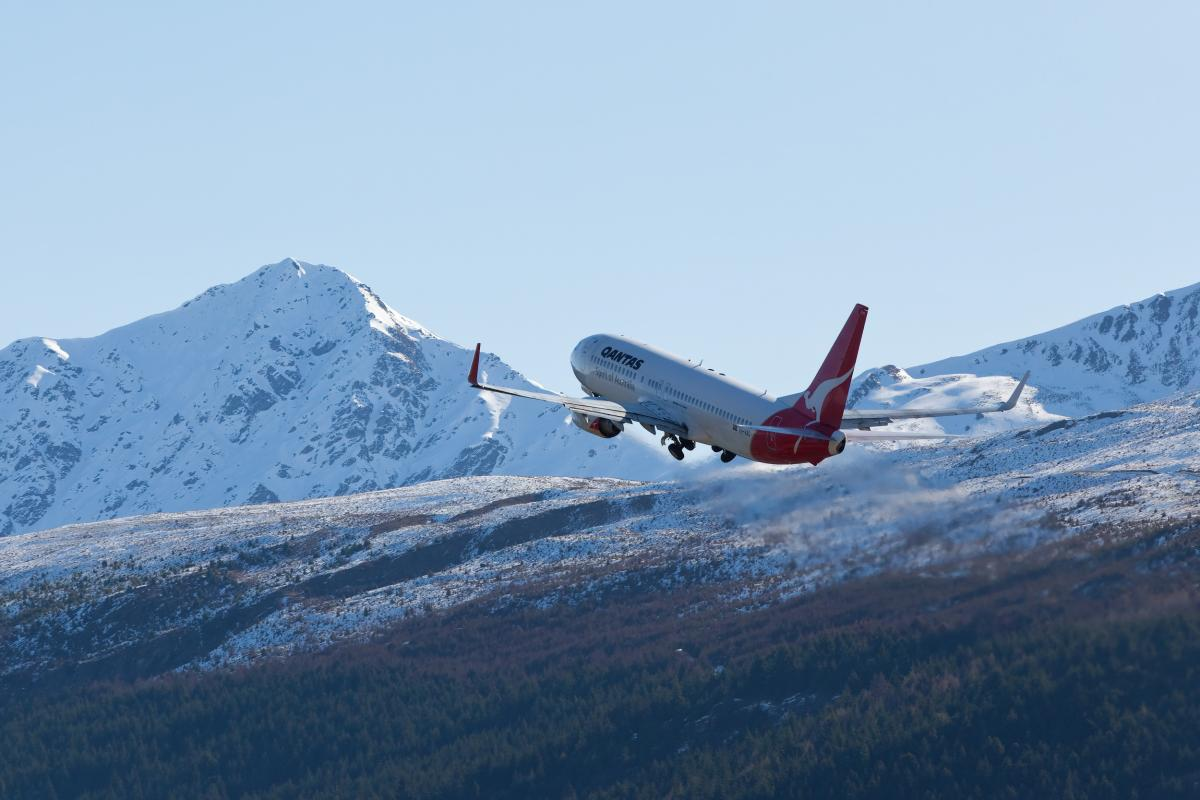
Boeing 737–800 da Qantas voando uma saída RNP de Queenstown, Nova Zelândia

Os atuais requerimentos de um sistema RNP incluem:
- Capacidade de voar uma trajetória desejada em relação ao solo com confiabilidade, repetibilidade e previsibilidade, incluindo trajetórias curvas; e
- Onde perfis verticais forem incluídos para guia vertical, o uso de ângulos verticais ou restrições específicas de altitude para definir uma trajetória vertical desejada.

O RNP APCH suporta todos os tipos de trajetórias e pernas usadas no padrão RNAV, incluindo TF e RF. Procedimentos RNP AR suportam apenas dois tipos de pernas:
- TF: Track to fix, uma trajetória geodésica entre dois fixos.
- RF: Radius to fix, uma trajetória curva. Uma perna RF é definida por um raio, comprimento do arco e um ponto. Nem todos os sistemas de FMS capazes RNP suportam pernas RF.

As capacidades de monitorar e alertar o desempenho podem ser providas em diferentes formas dependendo da instalação, arquitetura e configuração do sistema, incluindo:
- tela e indicação de ambos os desempenhos requerido e estimado de navegação do sistema;
- monitoramento do desempenho do sistema e alerta à tripulação quando os requerimentos RNP não puderem ser cumpridos; e
- telas de desvio da trajetória em escala para o RNP, em conjunto com monitoramento e alerta separados para a integridade da navegação.

Um sistema de RNP utiliza seus sensores de navegação, a arquitetura do sistema e modos de operação para satisfazer os requerimentos de navegação da especificação RNP. Ele deve efetuar cheques de integridade e razoabilidade dos sensores e dados, e pode prover meios de de-selecionar tipos específicos de auxílios rádio afim de prevenir a utilização inadequada de um sensor. Os requerimentos RNP podem limitar os modos de operação da aeronave, por exemplo, para um valor RNP baixo, onde o Erro Técnico de Voo (FTE) é um fator significativo, o voo manual pela tripulação pode não ser permitido. Instalações duplas de sistemas e sensores podem também ser requeridas dependendo da operação pretendida ou necessária.
Um sistema RNAV capaz de alcançar os requerimentos de desempenho de uma especificação RNP é referenciada com um sistema RNP. Devido a requerimentos de desempenho específicos definidos para cada especificação de navegação, uma aeronave aprovada para uma especificação RNP não é automaticamente aprovada para todas as especificações RNAV. Similarmente, uma aeronave aprovada para uma especificação RNP ou RNAV tendo requerimentos de precisão rigorosos não está automaticamente aprovada para uma especificação de navegação tendo um requerimento com menor precisão.